# Menlo Park
För platsen där Thomas Edison arbetade, se Edison, New Jersey.
Menlo Park är en stad i San Mateo County i San Francisco Bay Area i västra Kalifornien. Staden hade 33 780 invånare år 2020, och täcker 45,03 km². Det gränsar till San Franciscobukten i norr och öster;  East Palo Alto, Palo Alto och Stanford i söder; och Atherton, North Fair Oaks och Redwood City i väster. Det är hem för Metas huvudkontor, och det är där Google, Roblox Corporation och Round Table Pizza grundades. Tågstationen har rekordet som den äldsta stationen fortfarande i bruk i Kalifornien. Det är en av de mest utbildade städerna i Kalifornien och USA; nästan 70 % av invånarna över 25 har tagit en kandidatexamen eller högre.
Staden döptes till Menlo av Denis J. Oliver och D.C. McGlynn efter deras hemby Menlo i Galway på Irland. Staden inkorporerades den 23 november 1927. 